# テンポ
テンポ（伊: tempo）とは、西洋音楽において、拍の時間的な長さ（拍節の速さ）のことである。
楽譜上では速度記号、速度を示す言葉（速度標語）、メトロノーム記号などで表される。1分間の四分音符の数を示す数値（BPM, beat per minute）で示す場合もある。

## メトロノーム記号
メトロノームは1分間における拍の数によってテンポを刻む機械であるから、メトロノーム記号は1分間における拍の数でテンポを表す。すなわち、1分間に60拍ならばM.M. = 60のように表す（M.M.はドイツ語: Mälzels Metronomの略）。BPM（英語: beats per minute）が用いられる場合もある。60 BPMはM.M. = 60と同じ意味である。
 = 60のようにその音価を示す音符を明記することも多い。この場合は拍の音価にかかわらず、示された音価の刻む速さを示す。

## アゴーギク
テンポの変化による音楽表現をアゴーギクという。アゴーギクは感情表現に有効であるが、その実施に際しては効果を十分に検討する必要がある。アゴーギクは楽譜上の指示によるもののほか、楽曲分析に基づいても可能である。アゴーギクの指示は、演奏中における指揮者の重要な作業のひとつである。また、その表現手段としてテンポが一定でなく、曲調によって早くしたり遅くしたりすることをテンポ・ルバートという。
ピアノ曲においてはショパンの作品において比較的自由なアゴーギクが許容される。ポピュラー音楽では、叙情的な独唱曲を除けばあまり用いられない。